# Catégories d'infractions en vertu de la loi fédérale des États-Unis
Au niveau pénal les catégories d'infractions en vertu de la loi fédérale des États-Unis sont différentes de celles propres à chaque État fédéré. En effet les États-Unis constituent un État fédéral : il y existe d'une part le droit fédéral américain dont la plus haute juridiction est la Cour suprême et d'autre part le droit propre à chaque État fédéré. Le responsable de la justice au sein du cabinet est l'attorney general.

En vertu de la clause de suprématie (Article VI de la Constitution)  le droit fédéral prime sur le droit des États. Ainsi en cas de différends au niveau des compétences pénales, la constitution fédérale prime sur les constitutions particulières de chaque État.
Les infractions, en vertu de la loi fédérale des États-Unis, sont les suivantes :
| Type          | Classe | Peine d'emprisonnement maximale               | Amende maximale, | Terme de la condamnation avec sursis et mise à l'épreuve, | Terme maximum de la liberté surveillée, | Peine d'emprisonnement maximale en cas de révocation de la liberté surveillée | Cotisation spéciale, |
| ------------- | ------ | --------------------------------------------- | ---------------- | --------------------------------------------------------- | --------------------------------------- | ----------------------------------------------------------------------------- | -------------------- |
| Crime         | A      | Emprisonnement à vie (ou condamnation à mort) | 250 000 $        | 1 à 5 années                                              | 5 années                                | 5 années                                                                      | 100 $                |
| Crime         | B      | 25 années ou plus                             | 250 000 $        | 1 à 5 années                                              | 5 années                                | 3 années                                                                      | 100 $                |
| Crime         | C      | Comprise entre 10 et 25                       | 250 000 $        | 1 à 5 années                                              | 3 années                                | 2 années                                                                      | 100 $                |
| Crime         | D      | Comprise entre 5 et 10 années                 | 250 000 $        | 1 à 5 années                                              | 3 années                                | 2 années                                                                      | 100 $                |
| Crime         | E      | Comprise entre 1 et 5 années                  | 250 000 $        | 1 à 5 années                                              | 1 an                                    | 1 an                                                                          | 100 $                |
| Délit         | A      | Comprise entre 6 mois et 1 an                 | 100 000 $        | 0 à 5 années                                              | 1 an                                    | 1 an                                                                          | 25 $                 |
| Délit         | B      | Comprise entre 30 jours et 6 mois             | 5 000 $          | 0 à 5 années                                              | 1 an                                    | 1 an                                                                          | 10                   |
| Délit         | C      | Comprise entre 5 jours et 30 jours            | 5 000 $          | 0 à 5 années                                              | 1 an                                    | 1 an                                                                          | 5                    |
| Contravention | Néant  | 5 jours ou moins                              | 5 000 $          | 0 à 1 an                                                  | Néant                                   | Néant                                                                         | Néant                |

Notes
1. ↑  L'amende maximale, pour les délits, passe à  250 000 $ si l'infraction a entraîné la mort
2. ↑  La condamnation avec sursis et mise à l'épreuve est imposée comme une substitution à l'emprisonnement
3. ↑  La liberté surveillée est imposée en plus de l'emprisonnement
4. ↑  La cotisation spéciale est augmentée si le contrevenant est une personne autre qu'une personne physique